# Gloria Katz
Pour les articles homonymes, voir Katz.
Gloria Katz est une scénariste et productrice américaine née le 25 octobre 1942 à Los Angeles et morte dans la même ville le 25 novembre 2018. 
Elle est principalement connue pour les scénarios écrits avec son mari, Willard Huyck, mis en scène par George Lucas. Elle est diplômée de l'université de Californie à Los Angeles (UCLA). 
Son frère, Stephen M. Katz, est un photographe de cinéma célèbre.

## Filmographie

### Cinéma
Scénariste
- 1973 : Messiah of Evil
- 1973 : American Graffiti
- 1975 : Les Aventuriers du Lucky Lady (Lucky Lady), de Stanley Donen
- 1979 : American Graffiti, la suite (personnages)
- 1979 : French Postcards
- 1984 : Indiana Jones et le Temple maudit
- 1984 : Une défense canon
- 1986 : Howard... une nouvelle race de héros
- 1994 : Radioland Murders

Productrice
- 1973 : Messiah of Evil
- 1979 : French Postcards
- 1984 : Une défense canon
- 1986 : Howard... une nouvelle race de héros

Actrice
- 1973 : Messiah of Evil (non créditée)
- 1979 : French Postcards

Réalisatrice
- 1973 : Messiah of Evil (non créditée)

## Distinctions
Récompenses
- National Society of Film Critics Award :
  - Meilleur scénario 1974 (American Graffiti)
- New York Film Critics Circle Award :
  - Meilleur scénario 1974 (American Graffiti)
- Razzie Awards :
  - Pire film 1987 (Howard... une nouvelle race de héros)
  - Pire scénario 1987 (Howard... une nouvelle race de héros)

Nominations
- Oscar du cinéma :
  - Oscar du meilleur scénario original 1974 (American Graffiti)
- Saturn Award :
  - Saturn Award du meilleur scénario 1985 (Indiana Jones et le Temple maudit)
- Writers Guild of America Award :
  - Meilleur scénario original 1974 (American Graffiti)
- Razzie Awards :
  - Pire film de la décade 1990 (Howard... une nouvelle race de héros)